# Callistophytales
Callistophytales — викопний порядок судинних рослин з групи насінних папоротей (Pteridospermatophyta), що існував наприкінці пізнього карбону та впродовж пермського періоду (310-255 млн років тому). Рештки виявлені у «вугільних болотних» відкладеннях. Порядок був поширений на континентах Лавразія і Катайзія.

## Опис
Вони характеризувались двосторонньо-симетричними яйцеклітинами без чашки, прикріпленими до нижньої сторони піннул, які були морфологічно подібними до «нормальних» вегетативних піннул; невеликі складні пилкові органи, також розташовані на нижній стороні незмінених піннул, які виробляли мішкоподібний пилок. Вони були репродуктивно більш досконалими, ніж більшість інших палеозойських насінних папоротей.

## Систематика
Включення Callistophytales до Lyginopteridopsida є суперечливим через очевидну витонченість насінного зачатку і пилку. Тим не менш, є багато інших ознак, які припускають, що Callistophytales походить від примітивнішого предка, схожого на Lyginopteridopsida, включаючи наявність лагеностома на верхівці нуцеллуса, загальну структуру органів пилку та загальну морфологію вегетативних структур.
Було визнано дві родини: Callistophytaceae, відомі переважно з флори кам'яновугільного періоду Лавразії; і Emplectopteridaceae, відомі переважно з пермської флори Китаю та прилеглих районів.